# Iglesia de San Pantaleón (Colonia)
La basílica de San Pantaleón (en alemán: St. Pantaleon) es una antigua iglesia alemana de origen medieval que se encuentra en el sur del casco antiguo de Colonia, y cuya construcción se remonta a la primera época románica. Es una de las doce grandes basílicas románicas puestas bajo la protección de la Förderverein Romanische Kirchen Köln (Asociación de iglesias románicas de Colonia). La iglesia está dedicada a san Pantaleón, así como a los santos Cosme y Damián. Pantaleón es la forma latina del nombre griego  Παντελεήμον  que usaba este mártir de la antigüedad tardía y que significa compasivo. Desde el siglo IX, quizás un hospicio estaba asociado con esta iglesia.
La basílica benedictina de San Pantaleón es la iglesia románica más antigua de Colonia. La fachada de tipo "macizo occidental" (Westwerk en alemán) y el coro son notables. La iglesia alberga la tumba de la emperatriz eófano y las reliquias de san Maurin y de san Albin.

## El sitio de la basílica románica
San Pantaleón se encontraba fuera de la muralla romana, cerca de la "novena" puerta (Neuntes Tor). La muralla romana, construida entre los años 50 a 70, tenía alrededor de 4,5 km de largo y comportaba 21 torres y 9 puertas. En la novena puerta comenzaba una vía romana que se dirigía  hacia el suroeste, la importante carretera militar de Colonia  (Colonia Claudia Ara Agripinensium) hacia Lyon (Lugdunum), que pasaba por Zülpich, Euskirchen, Treveris y Metz.
Un riachuelo protegía la parte sur del recinto romano, luego fluía hacia el este y desaguaba en el Rin cerca de la actual  plaza Heumarkt. Este arroyo, llamado Rothgerberbach, Blaubach y luego Mühlenbach, fue utilizado para actividades de teñido y molienda, al pie del actual distrito de Pantaleon Viertel,  en Altstadt-Süd. La tercera ampliación de la muralla de la ciudad, construida en 1180 por el arzobispo de Colonia, ya incluirá en su recinto a San Pantaleón.

## Historia de la construcción de la basílica románica

### Antigüedad
La altura estaba ocupada por una villa romana suburbana de los siglos II al IV. Los restos de la construcción romana se encontraron debajo del coro y en el exterior de la iglesia. Otros restos que datan del siglo I d. C. se encontraron acreditando la hipótesis de una actividad precristiana en el sitio.

### Edad Media

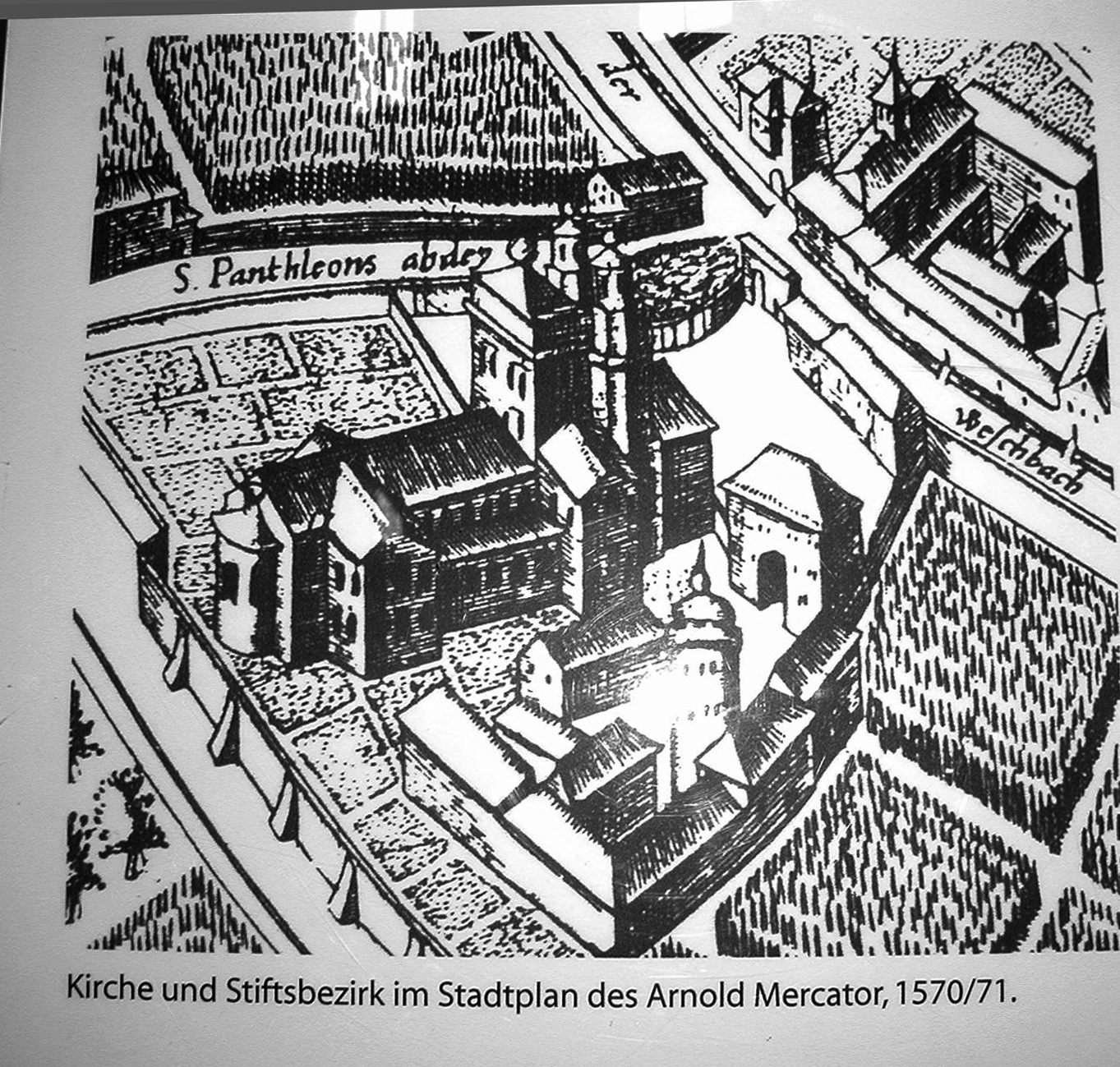
La abadía en 1570 (Mercator)

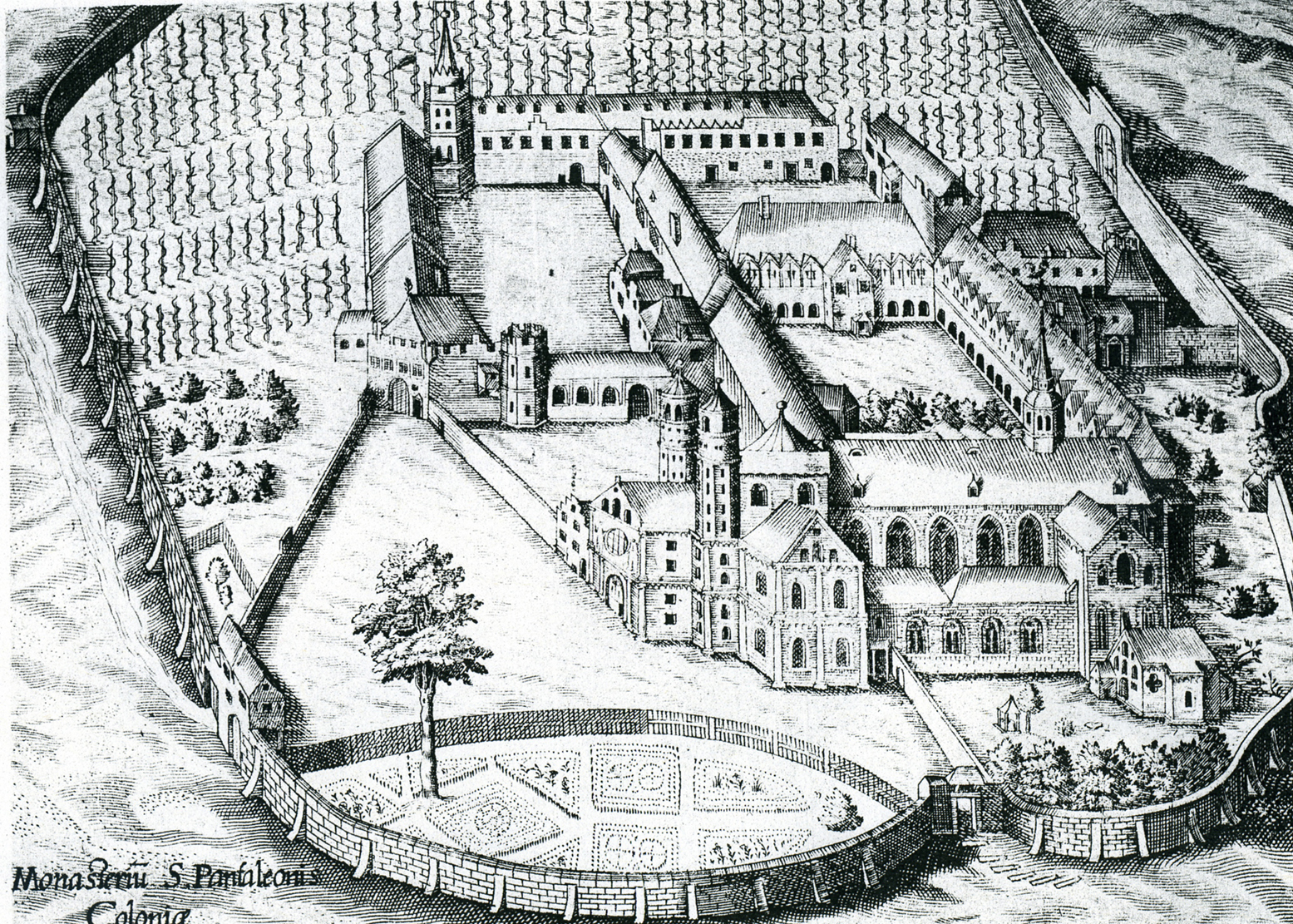
La abadía benedictina en 1625

En el lugar se encontraron restos de una construcción merovingia que data de los siglos VI al VII. Una iglesia, documentada en 866 en la lista de las posesiones del arzobispo Gunthar, será destruida, probablemente durante una incursión normanda en 881/882. El arzobispo de Colonia san Bruno de Colonia, fundó allí la primera abadía de los benedictinos en la ciudad de Colonia, cuyo primer abad será Christian de la abadía San Maximino de Tréveris (son varias las fechas avanzadas, de 953 a 964). Se reutilizaron los muros de la villa romana, y la iglesia otoniana no quedó orientada exactamente al este y solamente comportaba una única nave y dos criptas laterales. A su muerte en 965, san Bruno de Colonia fue enterrado en la abadía, probablemente en una cripta bajo el coro (en el subsuelo de la villa romana original). La iglesia se amplió luego hacia el oeste y se construyó la fachada occidental, hasta su consagración el 24 de octubre de 980 por Warin, el entonces arzobispo de Colonia. La nueva iglesia de San Pantaléon alberga la sepultura  de san Maurin, redescubierta durante la construcción.
La emperatriz Teófano Skleraina, de origen bizantino y sobrina de Bruno, dotó ricamente a la abadía, especialmente con las reliquias de san Albin, y se hizo enterrar allí (el mártir griego san Pantaleón había nacido en Nicomedia y la iglesia de San Pantaleón de Colonia fue la iglesia más antigua dedicada a Pantaleón al oeste de Bizancio). Más tarde, el emperador Otón III del Sacro Imperio Romano Germánico, hijo de Teófano, continuó con las donaciones a la abadía.
El arzobispo san Anno II (1056-1075) introdujo en la abadía la reforma benedictina de Siegburg, obligando a algunos monjes a abandonar San Pantaléon. Los siglos XII y XIII vieron florecer el estilo románico en Colonia. En 1160, la nave única de estilo carolingio/otoniano se amplió mediante la adición de dos naves laterales (al igual que en Santa Cecilia de Colonia). La construcción de una nueva muralla de la ciudad incorporó en ese momento la abadía, que tenía alrededor de 50 monjes.
A principios del siglo XVI, se añadió el coro alto en estilo gótico flamígero, soporte del órgano moderno.

### Renacimiento
A partir de 1618 se hicieron aportaciones barrocas: órgano, sillería del coro, torres.
La ocupación francesa de los ejércitos revolucionarios llevó al cierre temporal de la abadía en 1794 y a la transformación de la iglesia en un establo.

### Época moderna
La celebración de una misa anual el 15 de junio en memoria de Teófano, que se inició en el año 991, fue suspendida en 1794. Desde 1962, un sarcófago moderno contiene los restos de la emperatriz, y viendo la reanudación de las celebraciones anuales; el sarcófago está provisto con la inscripción «Domina Theophanu, Imperatrix, uxor et mater Imperatoris, quae basilicam sancti Pantaleonis summo honore coluit et rebus propriis munificenter cumulavit, hic sepulcrum sibi constitui iussit». La Iglesia de San Pantaleón celebra el ecumenismo de las religiones católica y bizantina, separadas desde el Cisma de 1054.

## Contexto histórico de la arquitectura otoniana
La arquitectura otoniana es propia del Sacro Imperio Romano Germánico y es en parte el origen de la arquitectura románica europea. Otón I, rey de Sajonia, fue coronado emperador en Roma y fundó el Sacro Imperio, que colocó como heredero del de Carlomagno. Otón I resucitó un imperio que cedió en herencia a su hijo Otón II en 973. Este se casó con la princesa bizantina Teófano, con el fin de aliarse con el Imperio de Oriente. A su muerte, le sucedió su hijo,  Otón III. Todavía joven, su madre le aseguró la Regencia y reafirmó la influencia bizantina en el arte otoniano. Influenciado por Gerbert de Aurillac, el futuro papá Silvestre II, el emperador soñaba con un imperio universal reunificado cuya capital sería nuevamente Roma.
El arte otoniano alcanza su punto máximo alrededor del año 1000 con el renacimiento otoniano en Sajonia y Renania. Al mismo tiempo, la Iglesia conocía una fuerte organización jerárquica: las ideas reformistas marcaron el episcopado y las abadías conocieron una expansión fulgurante. Los monumentos se colocan en la herencia de la dinastía carolingia mientras se dejaba impregnar de las influencias bizantinas. Los talleres monásticos están en el origen del arte otoniano: esculturas, pinturas, platería, iluminaciones. El culto de las reliquias surge, y las criptas se disponen en el mismo nivel de la nave. La composición de los edificios se modifica, así como el desarrollo de la liturgia. Las grandes peregrinaciones fueron organizadas.
Desde el siglo XI, se desarrolla el estilo románico renano. Se caracteriza por la existencia de un coro con tres ábsides formando un trébol, como en las iglesias de Colonia St. Maria im Kapitol, St. Aposteln y Gross St. Martin.

## Personajes históricos relacionados con la basílica

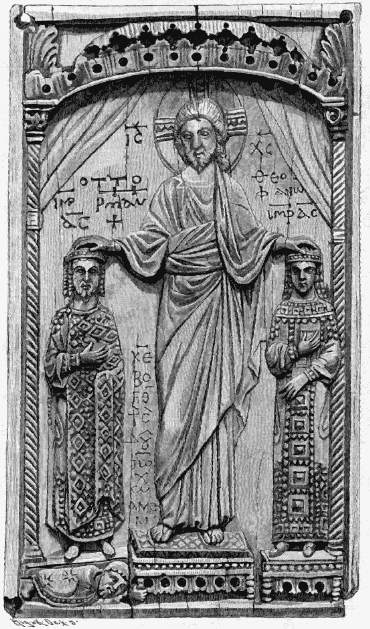
Otón II y Teófano, Musée de Cluny, París

- El arzobispo san Bruno de Colonia (ca. 928 - Reims, 965), hijo de Enrique I el Pajarero, hermano de Otón I, fue arzobispo de Colonia desde 953 hasta 965, y duque de Lotaringia desde 953 hasta 965; fue el fundador de la abadía benedictina.
- El emperador Otón I del Sacro Imperio (912-973), apodado Otón el Grande, hijo de Enrique I el Pajarero, reinó desde 936 hasta 973. Fue el fundador del Sacro Imperio Romano.
- El emperador Otón II del Sacro Imperio (955 - Roma, 983), hijo de Otón I, reinó de 973 a 983. Reforzó el Imperio y lo amplió hacia Italia.
- La emperatriz Teófano Skleraina (Constantinopla, ca. 955 - Nimega, 991]], fue una princesa bizantina casada en 972 con Otón II y emperatriz del Sacro Imperio Romano. Reinó 11 años junto a Otón II y 7 años como regente de su hijo Otón III. Sobrina de san Bruno, estaba muy unida a la abadía benedictina y al culto del san Pantaleón griego, que protegió la abadía y la dotó ricamente.
- El emperador Otón III (Clèves, 980 - Paterno, Italia, 1002) y reinó de 996 a 1002 y trasladó su corte a Roma. Está enterrado en la catedral de Aquisgrán. Continuó con la política de dotación de su madre.

## Galería de imágenes

Vistas exteriores
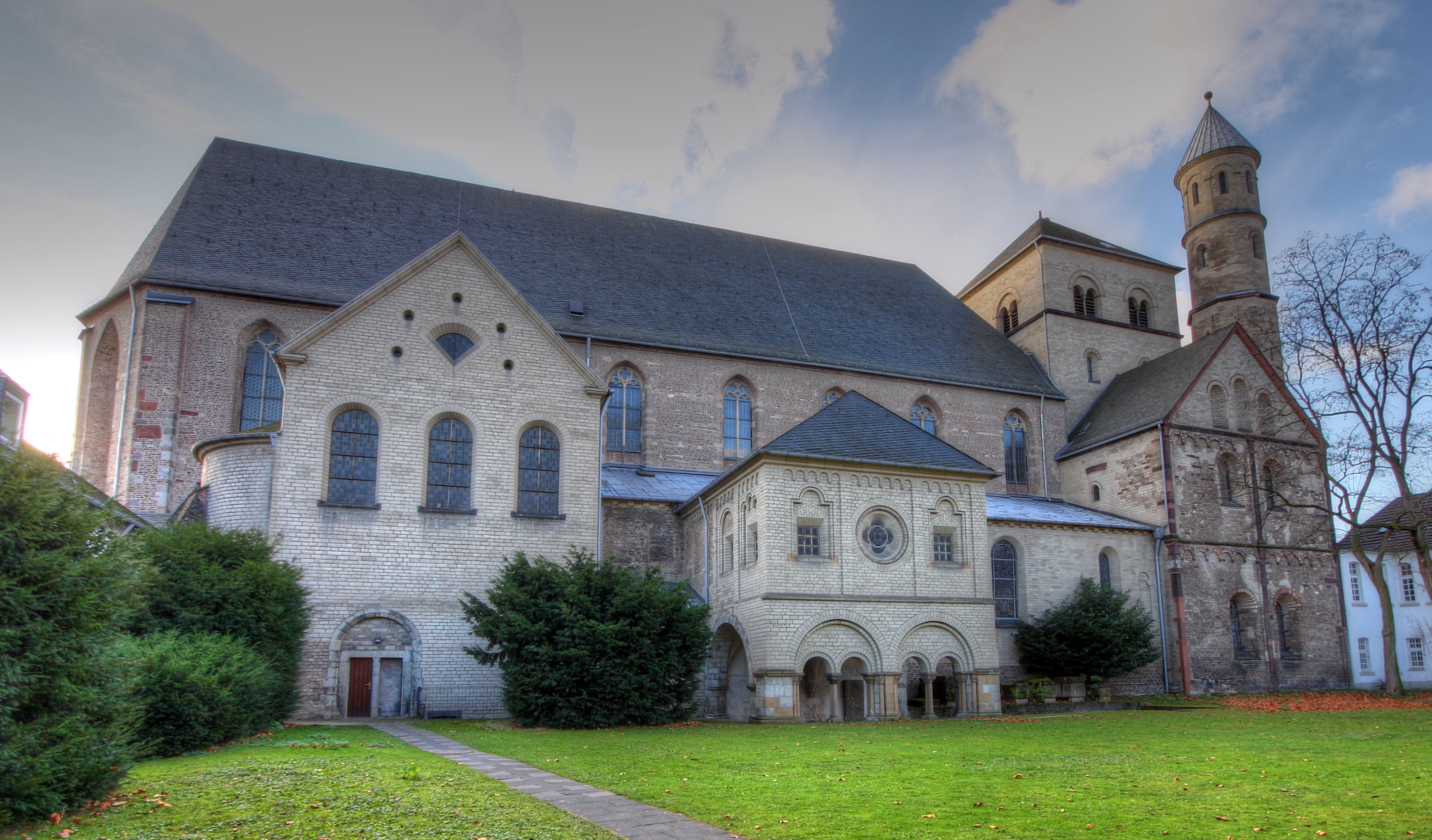
Lateral norte
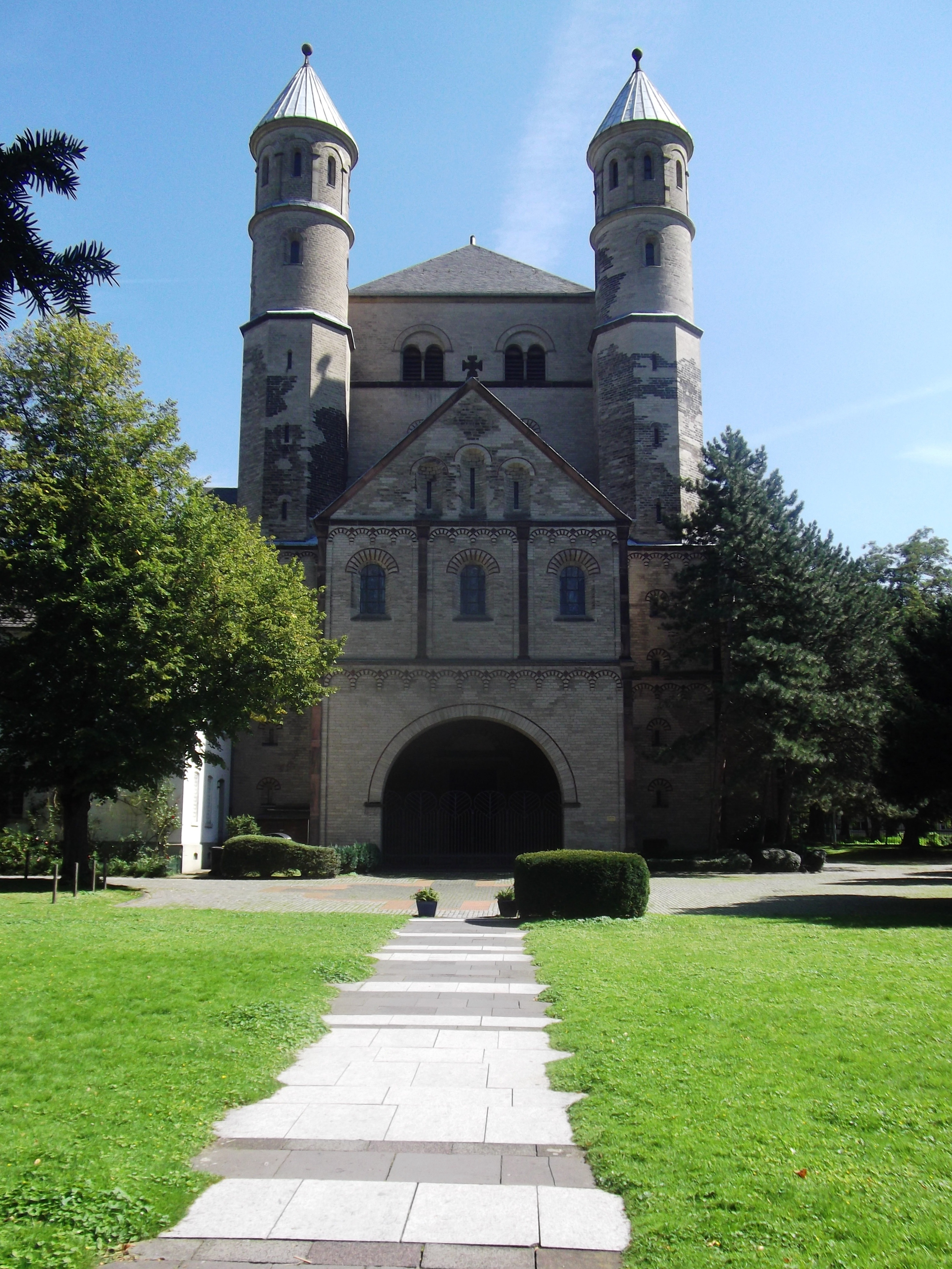
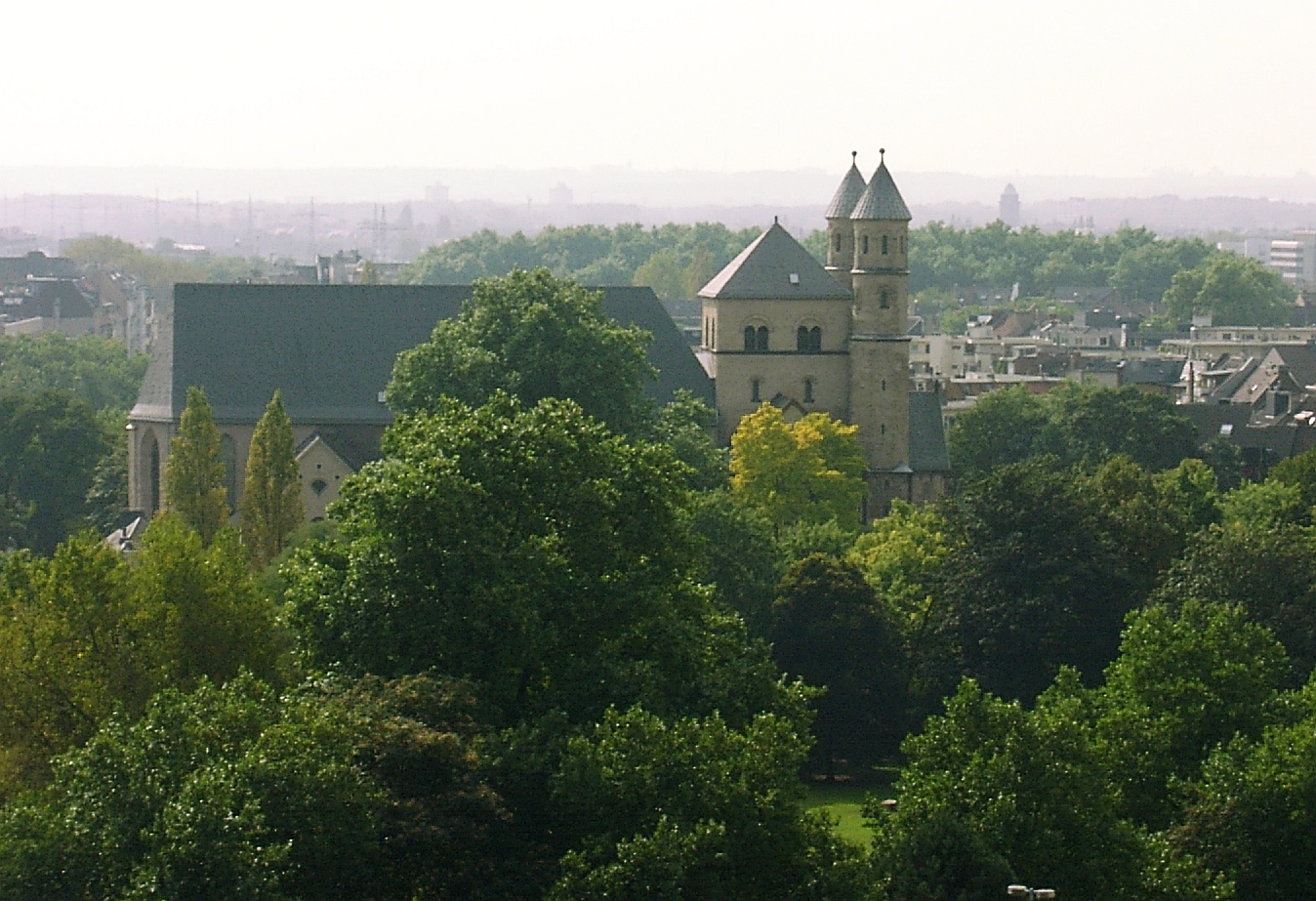
Vista lejana de la iglesia abacial

Vistas interiores
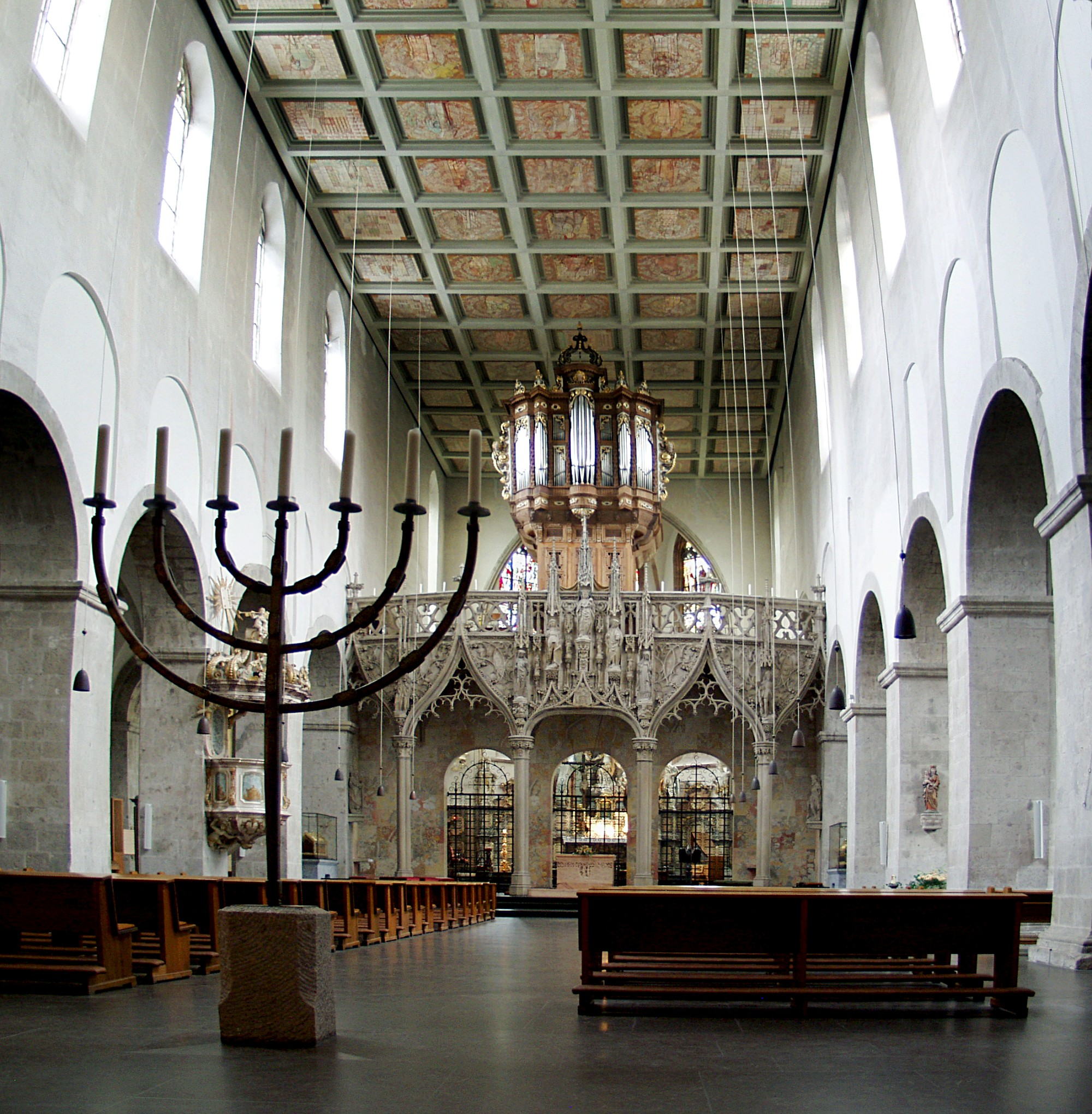
Interior de la nave hacia el altar
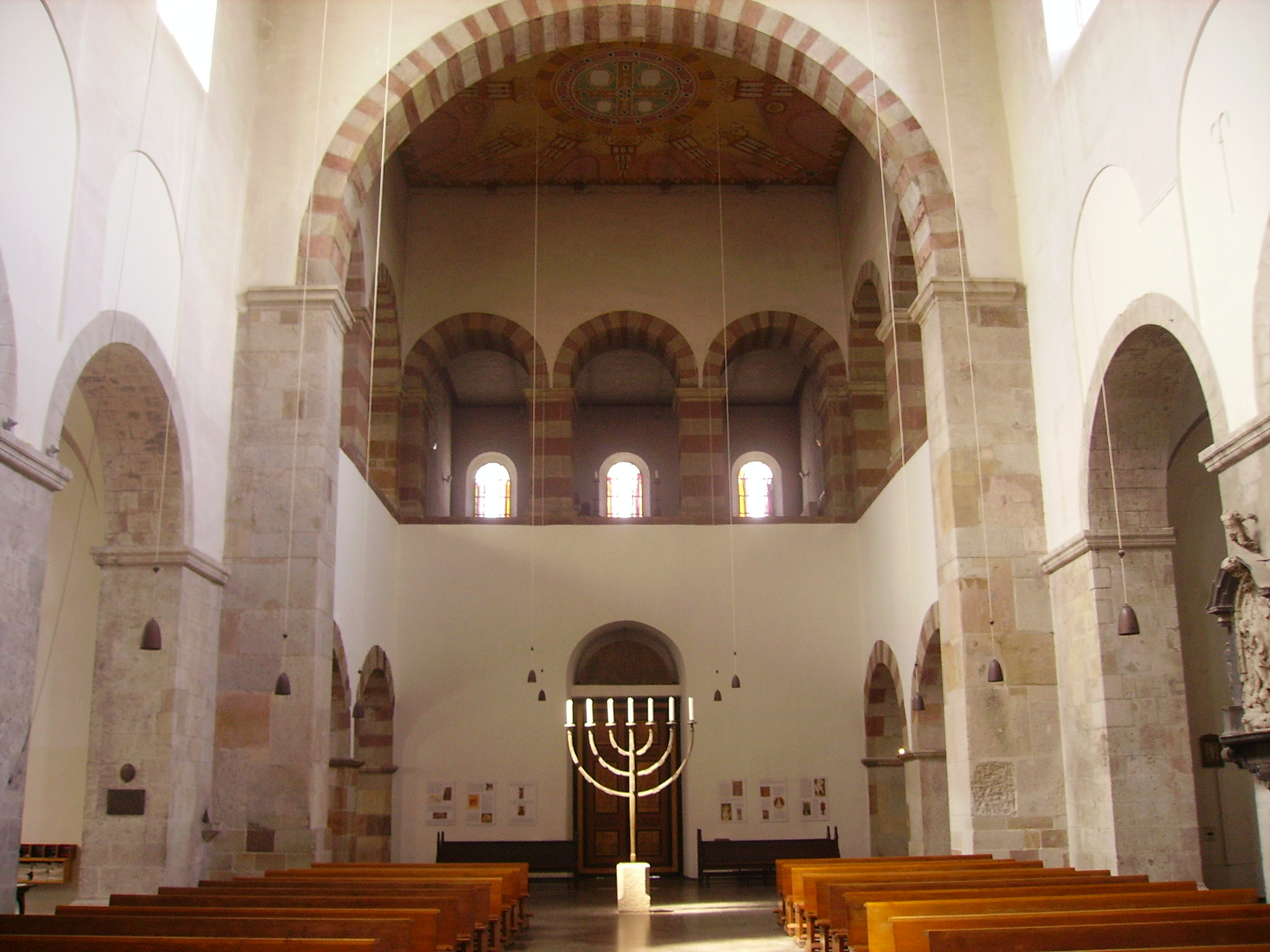
Vista de la nave hacia la entrada
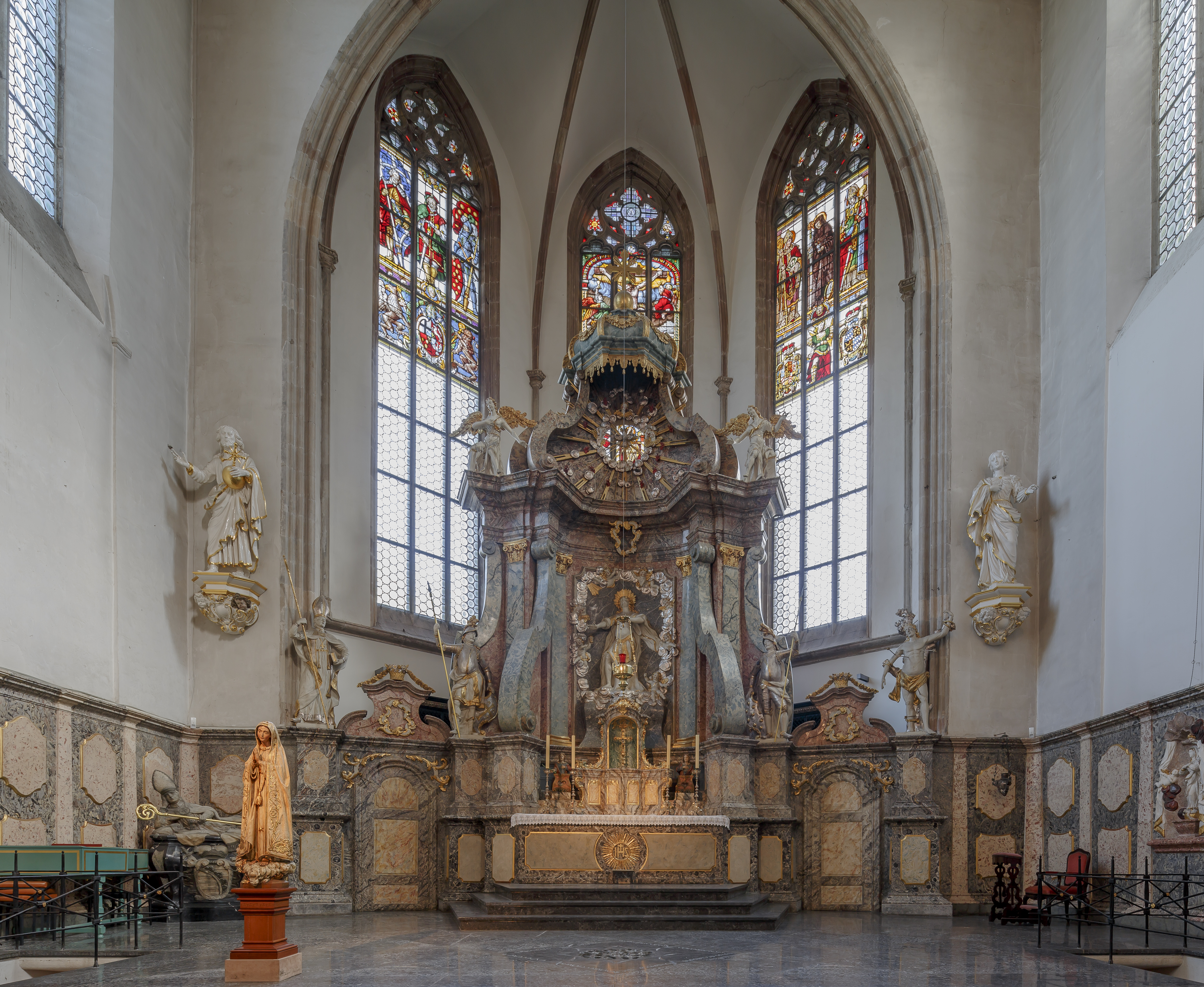
Coro de San Pantaleón
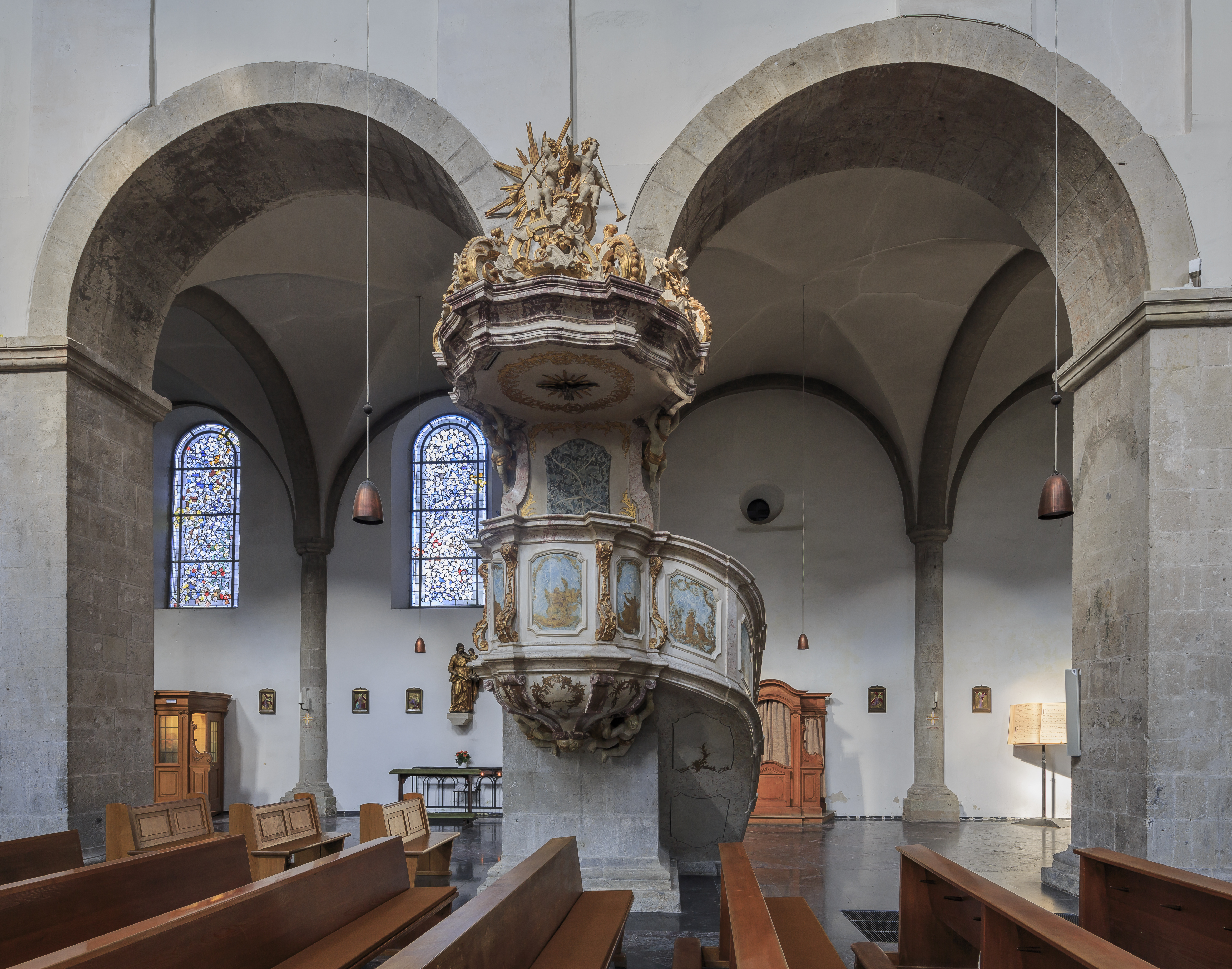
Lateral con el púlpito

Detalles
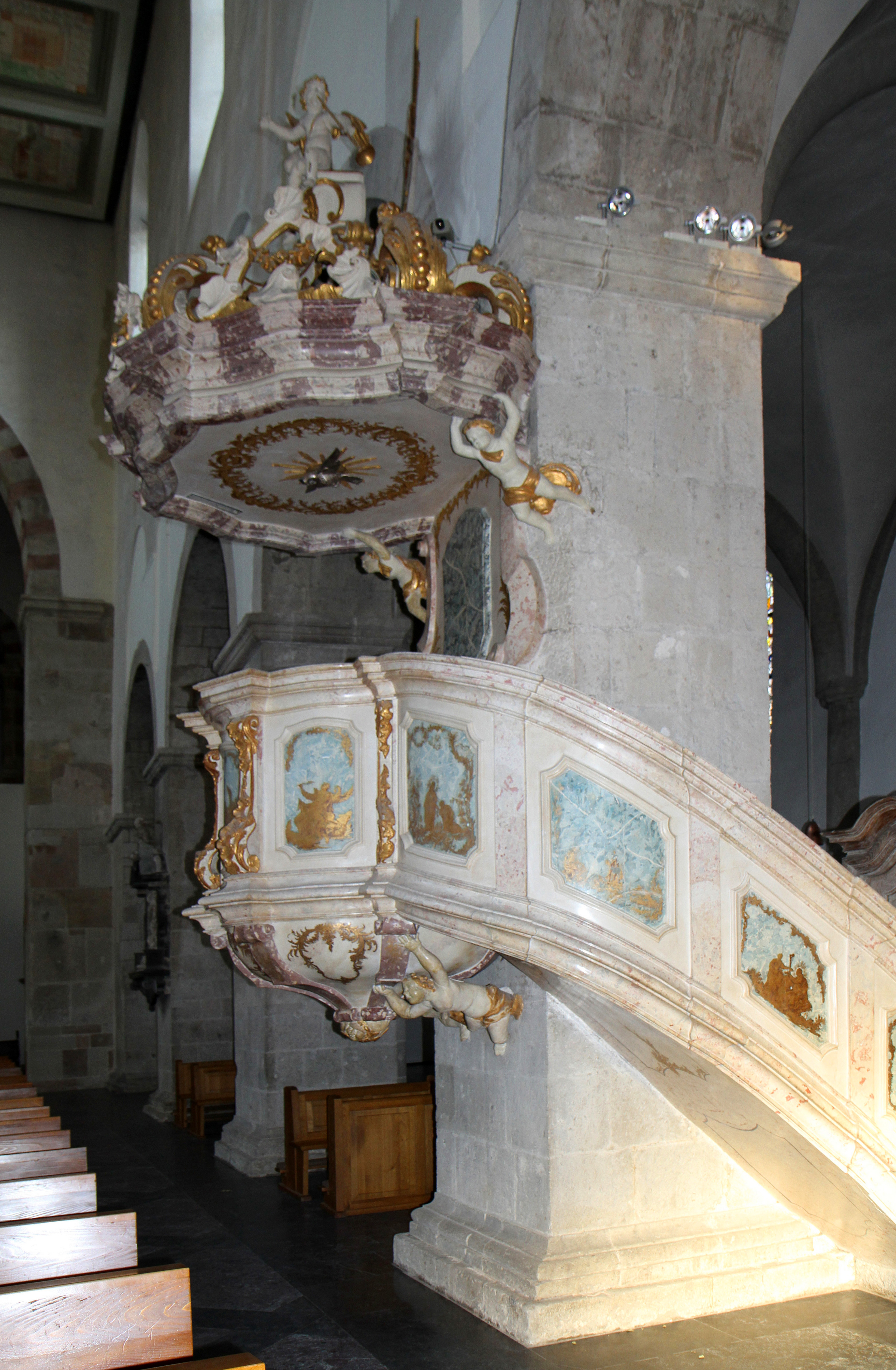
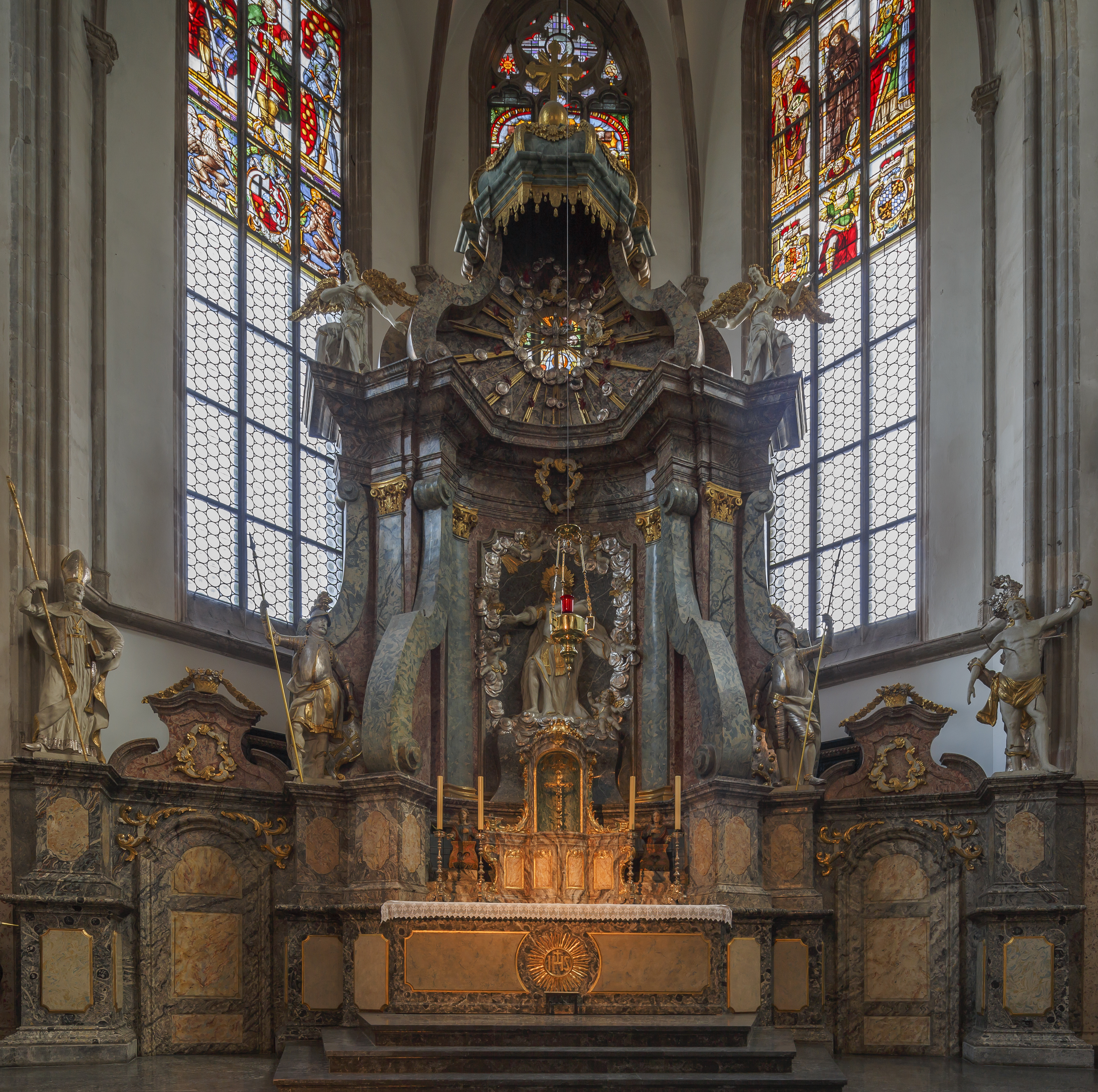
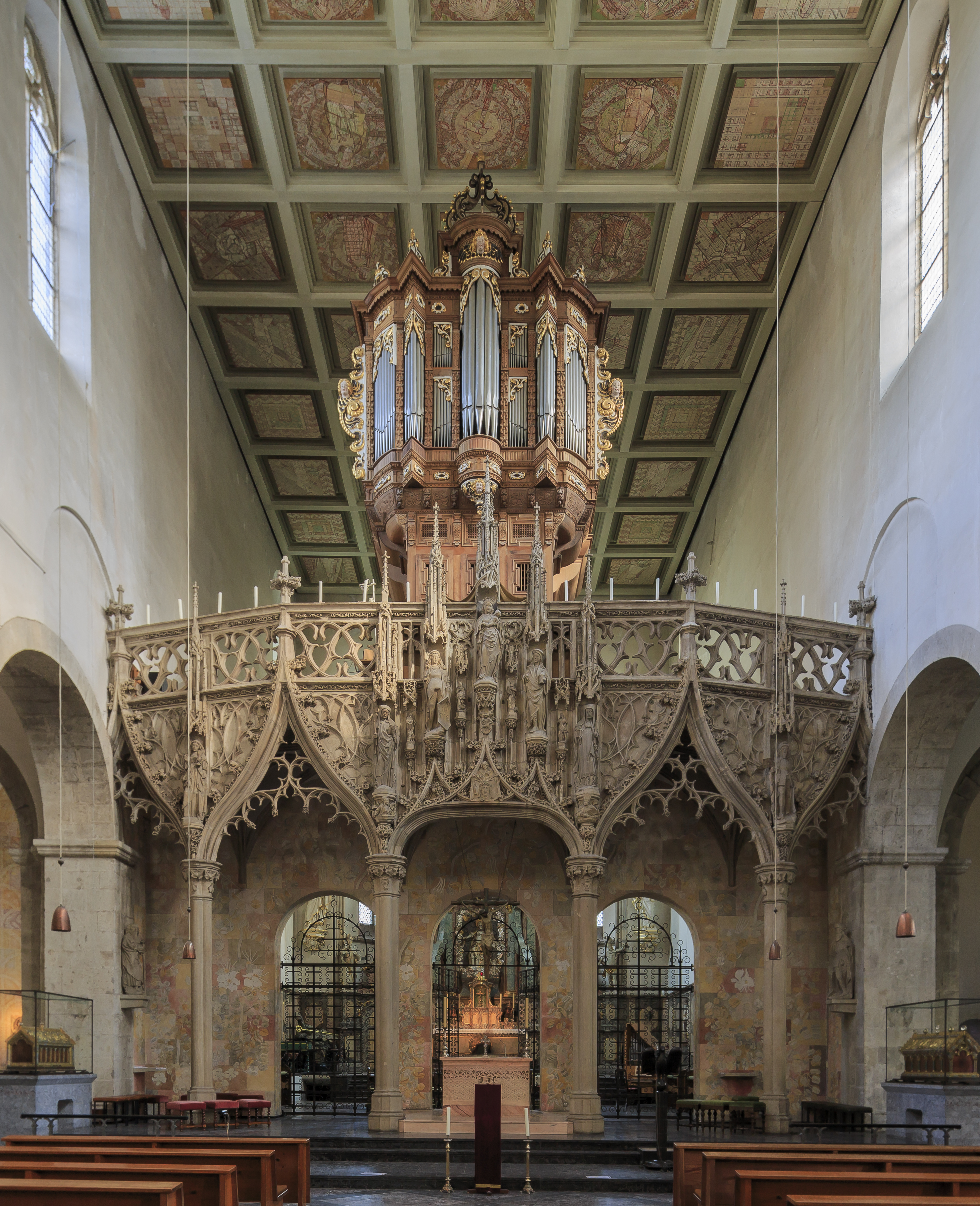
Coro alto y órgano
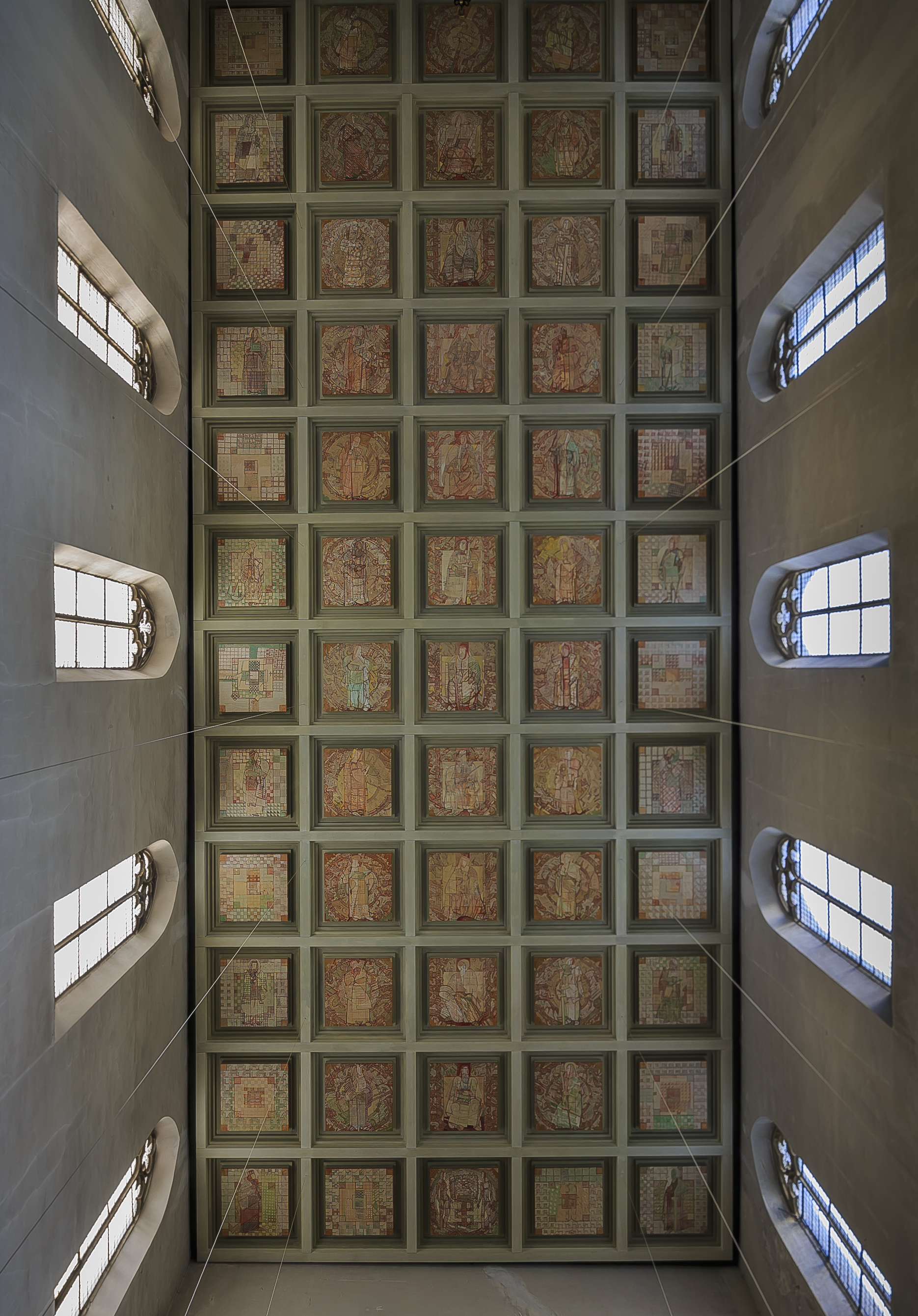
Detalle techumbre
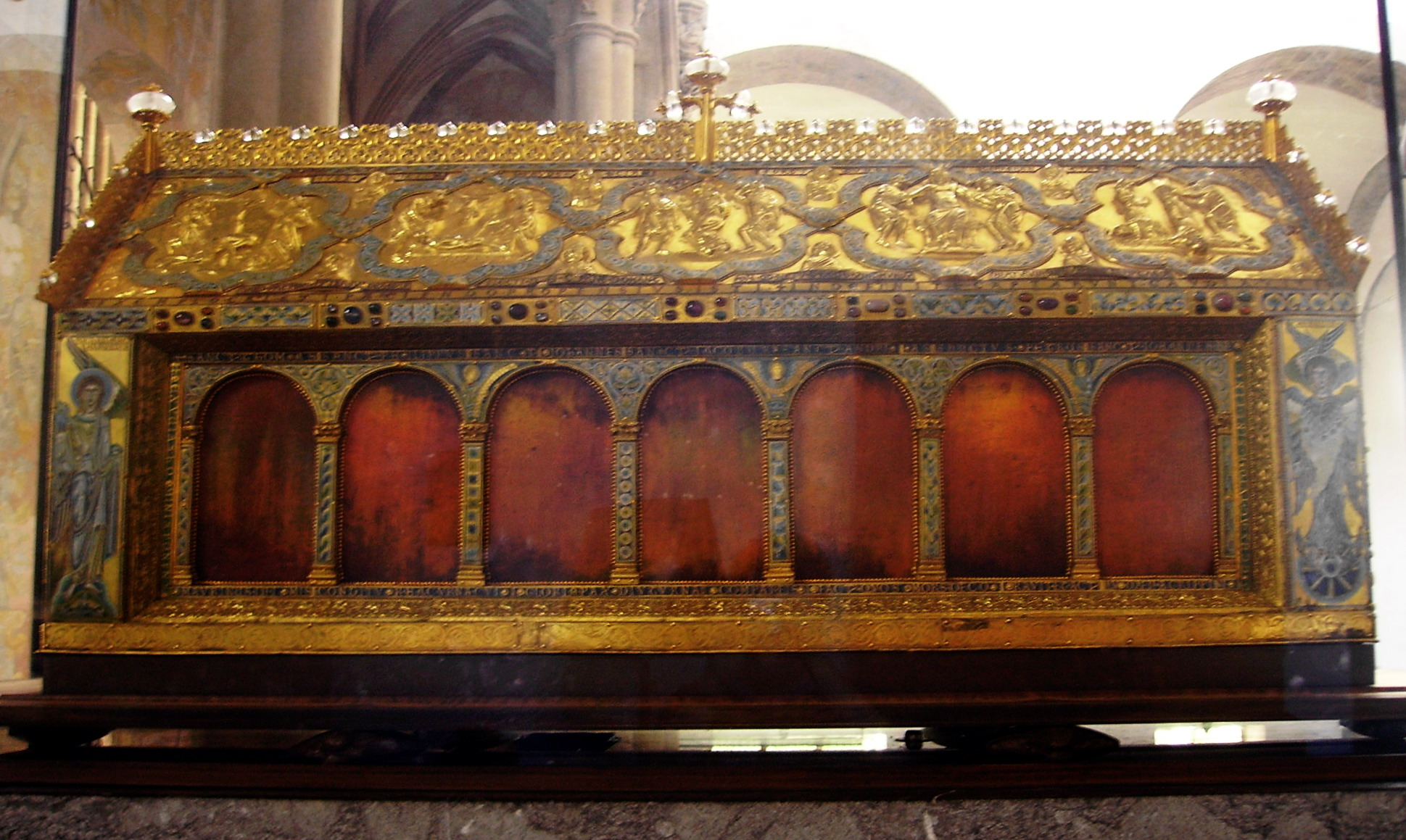
Santuario Maurinos
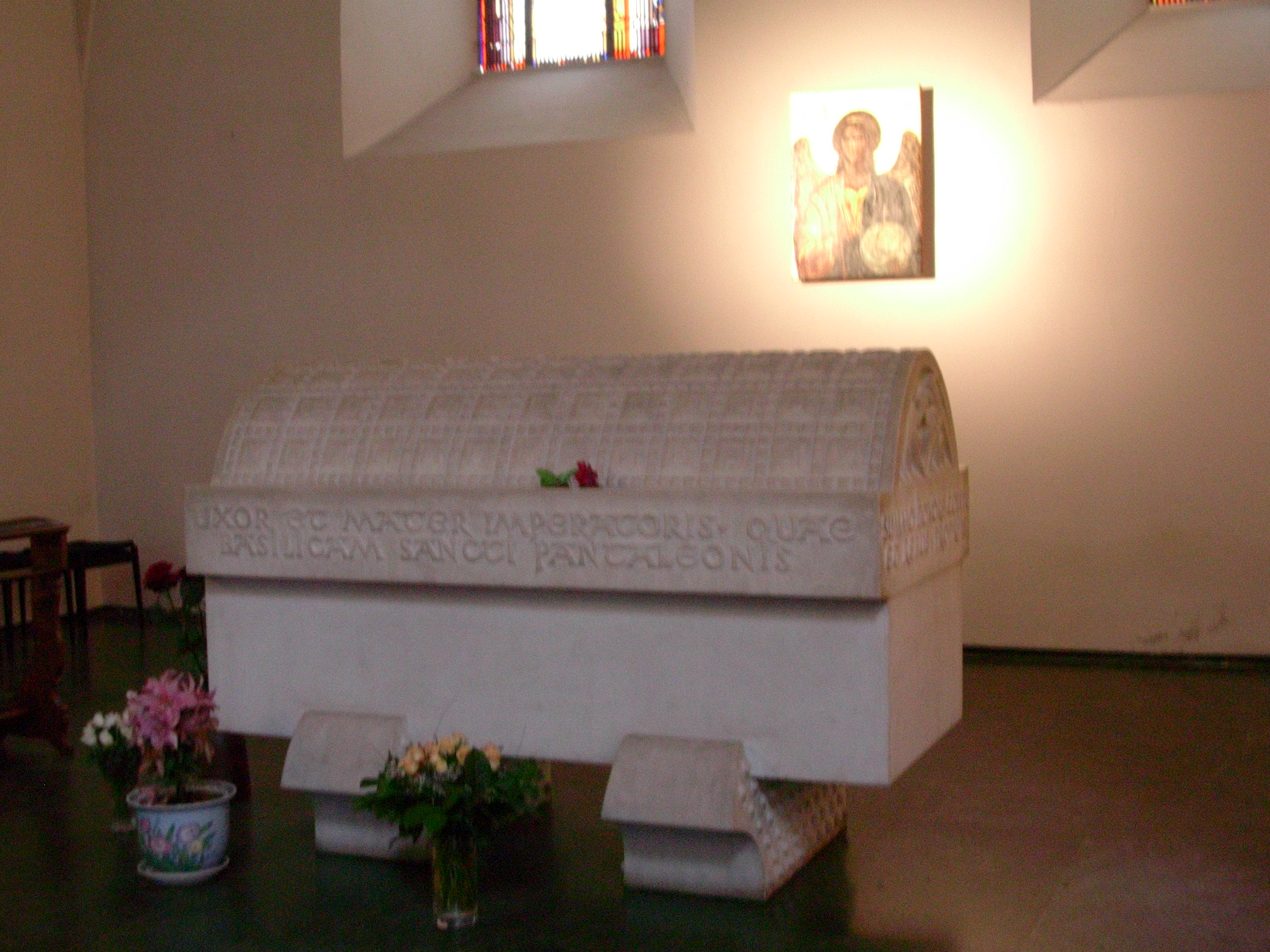
Sarcófago moderno de la emperatriz Teófano, en San Pantaleón